# Ultimate End
Ultimate End — ограниченная серия комиксов, состоящая из 5 выпусков, которую в 2015 году издавала компания Marvel Comics как завершение Ultimate Marvel. За сценарий отвечал Брайан Майкл Бендис, а художником выступил Марк Багли.

## Сюжет
Несколько героев из Ultimate Marvel и из основных вселенных Marvel находятся в одном городе. Присутствует несколько версий одного и того же персонажа. Изначально неясно, как это произошло, но корпус Тора запрещает проводить расследование или попытку что-то исправить. Конфликт перерастает в открытую драку между персонажами обеих вселенных, которую останавливает Майлз Моралес. Он объясняет, что вселенные были намеренно объединены почти всемогущим Доктором Думом в наказание за те случаи, когда герои останавливали его. Тогда персонажи обеих вселенных готовятся к битве с ним.

## Создание
Импринт Ultimate Marvel был создан в 2000 году и просуществовал 15 лет. У него была собственная вымышленная вселенная, не связанная со вселенной Marvel. Кроссовер Secret Wars был создан, чтобы объединить обе вселенные в одну и положить конец импринту. Крис Д’Ландо из Marvel PR поручил это сценаристу Брайану Майклу Бендису и художнику Марку Багли, которые начали с Ultimate Spider-Man. Бендис сказал, что мини-серия была не просто дополнением к Secret Wars, а настоящим событием комикса внутри другого, и что оно могло произойти в любом случае. Он также отметил, что рад тому, что с помощью серии смог должным образом завершить истории большинства персонажей.
Впервые серия была анонсирована Бендисом с тизерным изображением под названием «Конец», в котором были главные герои Ultimate Marvel. Однако за последние годы было представлено несколько мини-серий с названием «Конец». Макет изображения был похож на обложку первого выпуска Marvel Super Hero Contest of Champions 1982 года.
В финале истории Майлз Моралес живёт в основной вселенной Marvel, образуя новый комикс о Человеке-пауке. Состав персонажей из комиксов Ultimate Spider-Man также был сохранён, включая мать Майлза, которая погибла в более старой сюжетной арке.

### Выпуски
| № | Дата выхода     | Оценка на Comic Book Roundup   | Предполагаемый объём продаж (первый месяц) |
| - | --------------- | ------------------------------ | ------------------------------------------ |
| 1 | 20 мая 2015     | 6 из 10 на основе 15 рецензий  | 75 265, позиция в Северной Америке — 19    |
| 2 | 10 июня 2015    | 5,9 из 10 на основе 8 рецензий | 49 157, позиция в Северной Америке — 38    |
| 3 | 1 июля 2015     | 3,8 из 10 на основе 5 рецензий | 42 577, позиция в Северной Америке — 46    |
| 4 | 5 августа 2015  | 3,3 из 10 на основе 4 рецензий | 44 948, позиция в Северной Америке — 32    |
| 5 | 16 декабря 2015 | 2,7 из 10 на основе 7 рецензий | 35 926, позиция в Северной Америке — 69    |

### Сборники
| Название     | Тип            | Дата выхода   | Собранный материал | ISBN              | Предполагаемый объём продаж (первый месяц) |
| ------------ | -------------- | ------------- | ------------------ | ----------------- | ------------------------------------------ |
| Ultimate End | Мягкая обложка | 6 января 2016 | Ultimate End #1-5  | 978-0-7851-9890-1 | 2 367, позиция в Северной Америке — 28     |

## Отзывы
На сайте Comic Book Roundup серия имеет оценку 4,3 из 10 на основе 39 рецензий. Леви Хант из IGN дал первому выпуску 6,7 балла из 10 и отметил, что «начало конца больше похоже на то, что мы привыкли ожидать от историй Ultimate за последние полтора десятилетия». Последнему выпуску он поставил оценку 3,5 из 10. Мэтт Литл из Comic Book Resources, обозревая первый выпуск, писал, что «хотя он слишком расплывчат, на его страницах всё же достаточно [материала], чтобы заманить новых и бывших читателей к этому возможному занавесу». Джек Фишер из PopMatters оценил последний выпуск в 3 балла и отметил, что его проблема заключалась в постановке целей, «которых у него не было шансов достичь». Дэвид Пепос из Newsarama считал, что «Ultimate End кажется изношенным как история», поскольку он включает в себя «пять выпусков с ледяным развитием сюжета».